# Tathergang
Der Tathergang (oder Tathandlung) ist in der Kriminalistik der Ablauf einer Straftat im Rahmen des Deliktsstadiums.

## Allgemeines
Der Tathergang ist der äußere, beobachtbare Tatablauf im Gegensatz zu den meist verborgen bleibenden Tatmotiv und Tatentschluss. Deshalb gibt es für die Phase des Tathergangs meist Zeugen oder Spuren. Zeugen haben den Tathergang ganz oder teilweise meist zufällig beobachtet, die Täter hinterlassen durch ihre Tat Spuren am Tatort. Er muss von den Strafverfolgungsbehörden stets rekonstruiert (nachträglich ermittelt) werden, zum Beispiel aufgrund von Zeugenaussagen, von Geständnissen, vom Modus Operandi oder aufgrund des Spurenbildes. Der Tathergang dient dem Nachweis der Täterschaft sowie dem Tatnachweis.
Im Tathergang ist die den Straftatbestand erfüllende Tathandlung enthalten, die in einem Tun oder Unterlassen des Täters, der Mittäter oder Teilnehmer besteht. Diese Tathandlung fällt nicht bei jedem Straftatbestand dem Tatopfer sofort auf, denn beispielsweise besteht sie beim Taschendiebstahl in der – vom Opfer zunächst unbemerkten – Wegnahme, bei der Unterschlagung in der Zueignung oder beim Betrug in der Täuschung des Opfers. Das Strafrecht befasst sich mit der Tathandlung, während die Kriminalistik den Tathergang untersucht.

## Vorbereitungshandlungen
Straflos bleibende Vorbereitungshandlungen sind Verhaltensweisen des Täters, die erst die Bedingungen für die anschließende Tatverwirklichung schaffen sollen. Hierzu gehören die Planung des Tatorts, der Tatzeit, des Tathergangs sowie die Beschaffung der Tatmittel (einschließlich der Tatwaffe). Die Kriminalistik geht davon aus, dass der Unwert einer Tat umso mehr steige, je sorgfältiger der Täter sie vorbereitet hat. Diese Vorbereitungshandlungen beeinflussen den Tathergang.

## Modus Operandi
Der Modus Operandi bezeichnet in der Kriminalistik die Verhaltensweisen eines Täters, insbesondere die Art der Tatbegehung, wobei seit 2000 international das System „ViCLAS“ (Violent Crime Linkage Analysis System), das typisches Täterverhalten registriert.

## Rechtsfragen
Erst durch die im Tathergang enthaltene Tathandlung wird der Straftatbestand erfüllt. Wer beispielsweise eine fremde bewegliche Sache einem anderen in der Absicht wegnimmt, die Sache sich oder einem Dritten rechtswidrig zuzueignen (§ 242 Abs. 1 StGB), erfüllt den Straftatbestand des Diebstahls. Hierbei besteht die Tathandlung in der Wegnahme, bei der Unterschlagung gemäß § 246 Abs. 1 StGB in der rechtswidrigen Zueignung oder beim Betrug (§ 263 Abs. 1 StGB) in der Täuschungshandlung. Durch die Tathandlung wirkt der Täter unmittelbar auf Sachen oder Personen am Tatort ein. So begeht er durch Beibringung von Gift oder anderen gesundheitsschädlichen Stoffen eine gefährliche Körperverletzung (§ 224 Abs. 1 Nr. 1 StGB), die zum Tod des Opfers führen kann. Bei Unterlassungsdelikten besteht die Tathandlung des Täters darin, dass er nicht gehandelt hat, aber eine Möglichkeit zum Handeln gehabt haben muss. Typischer Fall ist die unterlassene Hilfeleistung des § 323c Abs. 1 StGB, bei der jemand bei Unglücksfällen, gemeiner Gefahr oder Not nicht Hilfe leistet, obwohl dies erforderlich und ihm den Umständen nach zuzumuten war.
Auch andere Rechtsgebiete bestrafen rechtswidrige Tathandlungen. So ist die gemäß § 106 Abs. 1 UrhG unter Strafe gestellte Tathandlung die unerlaubte öffentliche Wiedergabe urheberrechtlich geschützter Werke.

## Kriminaltechnik
Kriminaltechnisch wird zunächst der Sicherungsangriff vorgenommen, dem der Auswertungsangriff folgt. Bei einem Bankraub beispielsweise verlässt der Bankräuber ein Auto, zieht sich die Maske über, betritt die Bank, zieht eine Pistole und geht zum Schalter. Dort fordert er die Herausgabe von 10.000 Euro, nimmt das Bargeld an, verpackt es in seine Tüte, verlässt das Gebäude und steigt in das Fluchtfahrzeug. Der Sicherungsangriff liegt dann unter anderem darin, den Tatort für Unbeteiligte abzusperren und eine Fahndung nach dem Fluchtfahrzeug zu beginnen. Der Auswertungsangriff umfasst dagegen die Vernehmung von Zeugen, die Sicherstellung von Videoaufnahmen einer Überwachungskamera und anderer Beweismittel.

## Strafverfahren
Die Strafsache wird vor dem Strafgericht im Rahmen einer Gerichtsverhandlung behandelt. Grundlage ist die Anklageschrift, die Tathergang, Tatzeit und Tatort genau zu beschreiben hat (§ 200 Abs. 1 StPO). Das umfassendste Wissen über den Tathergang ist das Täterwissen, das sich den Strafverfolgungsbehörden vollständig nur über ein Geständnis erschließt. Der auf der Grundlage der vorhandenen Beweise und Spuren festzustellende Tathergang unterliegt der richterlichen Beweiswürdigung. Bei Gewissheit über den Tathergang obliegt es dem Richter im Rahmen der Subsumtion beim Strafprozess, den sich hieraus ergebenden Straftatbestand der hierzu passenden Sanktionsnorm zu unterwerfen, denn das Gericht kennt das Recht (lateinisch Jura novit curia). Ein Fall ist aufgeklärt, wenn Tathergang und Täter zweifelsfrei über Indizien, Zeugenaussagen oder ein Geständnis des Täters ermittelt sind. Ergebnis ist das Strafurteil, in welchem der Tathergang minutiös geschildert wird.

## International
Die Kriminalistik bedient sich der Erkenntnisse der Logik, Physik, Technik, Chemie oder Biologie, so dass international die gleichen Bedingungen auch für den Tathergang gelten.